# Jenny Gal
Jennifer Eva Caroline ("Jenny") Gal (Ukkel (België), 2 november 1969) is een voormalig Nederlands judoka. Ze nam driemaal deel aan de Olympische Spelen en won hierbij in totaal één medaille.
In 1992 maakte ze haar olympisch debuut op de Spelen van Barcelona, maar viel niet in de prijzen. Vier jaar later op de Olympische Zomerspelen 1996 in Atlanta won ze een bronzen medaille in de klasse tot 61 kg. In de wedstrijd om het brons versloeg zij de Turkse Ilknur Kobas.
Jenny Gal, dochter van een Hongaarse vader en een Amerikaanse moeder, trouwde later met de Italiaanse olympisch judoka Giorgio Vismara en nam in 1998 de Italiaanse nationaliteit aan. Bij haar laatste olympische optreden op de Olympische Spelen van Sydney kwam ze uit voor Italië en werd vijfde.
Zij is de oudere zus van Jessica Gal, die eveneens aan judo doet. Ze is aangesloten bij KenAmJu in Haarlem.

## Erelijst

### Olympische Spelen
- 13e 1992 – Barcelona, Spanje (-61 kg)
- 1996 – Atlanta, Verenigde Staten (-61 kg)
- 5e 2000 – Sydney, Australië (-63 kg)

### Wereldkampioenschappen
- 1995 – Chiba, Japan (-61 kg)

### Europese kampioenschappen
- 1988 – Pamplona, Spanje (-56 kg)
- 1989 – Helsinki, Finland (-56 kg)
- 1995 – Birmingham, Verenigd Koninkrijk (-61 kg)
- 1996 – Den Haag, Nederland  (-61 kg)
- 1999 – Bratislava, Slowakije  (-63 kg)